# Rzezawa (przystanek kolejowy)
Rzezawa – przystanek kolejowy w Rzezawie, w województwie małopolskim, w Polsce.

## Ruch pasażerski
| Rok  | Wymiana pasażerska na dobę |
| ---- | -------------------------- |
| 2017 | 300-499                    |
| 2022 | 200-299                    |

## Połączenia
- Kraków
- Tarnów
- Rzeszów
- Nowy Sącz
- Krynica
- Katowice
- Wodzisław Śląski

## Historia
Przystanek kolejowy w Rzezawie, powstały staraniem ks. Wojciecha Rutkowskiego przy współudziale wójtów gmin Rzezawy, Borku i Jodłówki, otwarty przy budce nr 39 w dniu 1 listopada 1907 roku.
W czasie drugiej wojny światowej po stronie południowej, pomiędzy przejazdem kolejowo-drogowym w Rzezawie a Jodłówką, czynny był trzeci tor dla upłynnienia transportów wojskowych na wschód. Pociągi osobowe wpuszczano na ten nieposiadający nasypu tor, a transporty wojskowe jechały głównym torem na nasypie.
Po drugiej wojnie światowej w budynku stacji znajdowały się trzy pomieszczenia: dyżurka do sterowania semaforami na końcach peronów, kasa biletowa oraz poczekalnia dla pasażerów wraz z przedsionkiem. Na zewnątrz budynku znajdowały się urządzenia korbowe do zamykania  podwójnych rogatek na drodze do centrum Rzezawy oraz pojedynczej rogatki na drodze do Krzeczowa. Istniał też przejazd położony za rzeką Gróbką, kilkanaście metrów na wschód od budynku stacji.
Przy budynku stacji funkcjonował bufet, gdzie oferowano głównie piwo i słodycze. Przez jakiś czas czynny był kiosk „Ruchu” oraz toalety.

### Wypadki
8 kwietnia 1926 na wschód od przystanku wykolejono pociąg pośpieszny z Lwowa do Krakowa i Wiednia. W zdarzeniu trzy osoby odniosły ciężkie obrażenia a 24 zostały lekko ranne.
Na przejeździe w dniu 30 grudnia 1932 roku o godzinie 7.30 został wciągnięty pod koła pociągu ksiądz Ignacy Kozowski, który następnie zmarł po paru godzinach nie odzyskawszy przytomności.
Na tym samym przejeździe 13 lutego 2004 r. o godzinie 17.50 zginął 35-letni kierowca rajdowy Janusz Kulig. Warunki wtedy były trudne – momentami intensywne opady śniegu oraz widoczność w kierunku nadjeżdżającego pociągu ograniczona m.in. przez hałdę ziemi, szafę z urządzeniami SRK, budynek stacyjny oraz sad.